# Даньино, Роберто
Роберто Энрике Даньино Сапата  (исп. Roberto Enrique Dañino Zapata; род. 2 марта 1951, Лима) — перуанский адвокат и государственный деятель, премьер-министр (2001—2002).

## Биография
Родился 2 марта 1951 года в Лиме, Перу. Изучал право в Папском католическом университете Перу, а затем поступил на юридический факультет Гарвардского университета. Он также посещал Джорджтаунский университет на условиях специальной программы обмена.
В 1980 году премьер-министр Мануэль Ульоа Элиас назначил Даньино секретарём Министерства экономики, финансов и торговли. Позднее он возглавил Комитеты по иностранным инвестициям и государственному долгу ведомства.
После отставки правительства Даньино стал юридическим консультантом Межамериканской инвестиционной корпорации, а в июле 2001 года он был назначен премьер-министром Перу при президенте Алехандро Толедо. Даньино покинул пост главы правительства в июле 2002 года, а уже в декабре того же года был назначен послом Перу в США. После ухода с дипломатической службы он продолжил карьеру адвоката, работая в ряде международных организаций.